# 토머스 왓슨 (청교도)

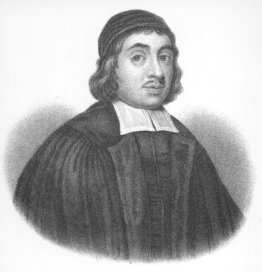

토머스 왓슨(영어: Thomas Watson; 1620-1686)은 임마누엘 칼리지 (케임브리지 대학교)에서 수학한 비국교도(청교도) 목사였다.
1639년에 문학사 학위를 받고, 1642년에 문학석사 학위를 받았다.
1646년에 결혼하였고, 같은 해에 런던의 성 스테판 교회의 교구 목사가 되었다.
장로교 신학을 가졌으며, 크리스토퍼 러브와 찰스 2세를 복원하기를 원했다.
1662년 8월 24일 통일령과 대방출령으로 인하여 강단을 떠날 수밖에 없었다. 작별 설교를 세 번이나 했는데, 경건생활 20가지 지침울 설교하였다.
1672년 신교 자유령에 의해 크로스비 하우스에 있는 대강당에서 설교할 수 있는 자격증을 받았다.
1675년부터는 스테판 차녹의 협동 목사로도 사역을 하였다.
설교의 황제 찰스 해돈 스펄전은 토머스 왓슨을 스승으로 삼았다. 웨스트민스터 총회에서 웨스트민스터 소요리문답을 작성하는 데 참여하였다.
| “ | 건전한 교리와 심령을 꿰뚫는 경험과 실천적인 지혜가 아름답게 조화를 이루고 있다 | ” |
|   | — 찰스 해돈 스펄전                                                             |   |

## 신학
그의 가장 중요한 강조점은 회심과 경건이었다.
| “ | 성경은 그리스도인들이 영원으로 항해하는데 사용하는 이정표이며, 날마다 걸어가는데 사용하는 지도이다. | ” |

| “ | 칭의는 기독교의 경첩이며 기둥이다. 칭의에 관한 오류는 건물의 기초에 금이 간 것 또는 첫번째 예술작품에서 오류를 내는 것과 같다. | ” |

## 저서
- 십계명 강해
- 산상수훈 강해
- 주기도문
- 성만찬
- 신학의 체계 (The Body of Divinity)